# سنتینل (فیلم ۲۰۰۶)
سنتینل (انگلیسی: The Sentinel) فیلمی در ژانر تریلر سیاسی به کارگردانی کلارک جانسون است که در سال ۲۰۰۶ منتشر شد.

## بازیگران
- مایکل داگلاس
- کیفر ساترلند
- اوا لونگوریا
- مارتین دونوان
- کیم بسینگر
- بلیر براون
- کریستین لمن
- کلارک جانسون
- گلوریا روبن
- کنراد کوتز